# Daniel Arzola
Daniel Arzola (Maracay, Venezuela, 6 de mayo de 1989) es un escritor, artista visual, diseñador gráfico y defensor de los derechos humanos venezolano, siendo el creador de No Soy Tu Chiste, una serie de cincuenta afiches que se transformaron en la primera campaña LGBT venezolana en hacerse viral globalmente.Utiliza el término «artivismo» para referirse a su obra.

## Vida personal
Arzola nació en Maracay, Venezuela, el 6 de mayo de 1989. Arzola es gay y de género no binario y utiliza los pronombres personales «él», «ella», y «elle». Por coherencia, en este artículo se utiliza únicamente el pronombre masculino «él».
Arzola estudió diseño gráfico en el Instituto universitario de Tecnología Pascal.
Fue diagnosticado con síndrome de Asperger a los 18 años, y ha sido abierto sobre su condición en su arte.
Actualmente, Arzola trabaja en el departamento de Marketing y Comunicación de Boynton Health en la Universidad de Minnesota, en los Estados Unidos. Enseña sobre Artivismo en universidades de los Estados Unidos, Chile, Argentina y alrededor del mundo. Debido al acoso y las amenazas de muerte que recibió después de que su arte atrajera la atención mundial, se vio obligado a huir de Venezuela y vivir en el extranjero.

## Efebos
En el periodo 2011-2012 expone «Efebos» un trabajo que plantea el rescate de la imagen masculina como una expresión sensible compuesta por treinta retratos a hombres entre dieciséis y veintidós años. Efebos fue expuesta en distintos espacios artísticos de la ciudad de Maracay, entre ellos el museo de historia y antropología, donde recibe mención especial por ser la persona más joven en exponer de forma individual en tal espacio. Efebos es una muestra que mezcla fotografía con poesía ambas realizadas por Arzola.

## No Soy Tu Chiste
En 2013 crea una campaña gráfica basada en ilustraciones y frases realizadas por él mismo, llamada «No Soy Tu Chiste» abordando el abuso, la burla y violencia hacia las personas por sus diferencias y en específico por su género u orientación sexual. No Soy Tu Chiste se vuelve viral internacionalmente y se adapta a tres idiomas (español, inglés y portugués). La campaña llega a más de un millón de personas en sólo seis meses. Está basada en un método de acción no violenta incluido en las teorías del profesor Gene Sharp.
El 31 de enero de 2014, Daniel Arzola recibe un premio honorífico de la embajada de Canadá en Venezuela, por su trabajo artístico en pro de los derechos humanos. En marzo de 2014 la nueva etapa de No Soy Tu Chiste en alianza con el proyecto It Gets Better Project contempla la creación de siete nuevos afiches dirigidos a la población LGBT juvenil del mundo. Esta nueva etapa se encuentra realizada en 20 idiomas.
Kary Perry escogió dos de las piezas del proyecto de Arzola para formar parte de la iniciativa Art for Freedom de Madonna, y aparte tres más fueron escogidas, haciendo que fuera el artista con más piezas expuestas en esta iniciativa.
A pesar del reconocimiento internacional que este proyecto le trajo, Arzola se enfrentó a un rechazo y acoso considerables en Venezuela y se vio obligado a huir a los Países Bajos.

## Artivismo
Además del impacto de la serie No Soy Tu Chiste, el trabajo de Arzola ha sido símbolo de causas sociales en Colombia y Argentina. El caso de Sergio Urrego, joven colombiano que se quitó la vida debido al acoso sistemático de profesores y directivos del Gimnasio Castillo Campestre, colegio donde estudiaba. Arzola rindió tributo a Sergio Urrego en una de sus obras, haciendo un retrato de Urrego con la frase: «Ignorar el abuso nos hace violentos». Días antes de su suicidio Urrego había compartido en su perfil de Facebook una obra de Arzola, perteneciente a la serie No Soy Tu Chiste cuya frase decía: «Mi sexualidad no es un pecado, es mi propio paraíso». Ambas obras se volvieron símbolos de lucha en la causa contra la homofobia en Colombia.
En Argentina, en julio de 2016, se presentó ante el gobierno de la ciudad de Buenos Aires un proyecto de Ley para que la recién inaugurada Estación Santa Fe de la línea H del subterráneo porteño, ubicada en el cruce de las avenidas Santa Fe y Pueyrredón, fuera renombrada Carlos Jáuregui , en homenaje al reconocido activista LGBT. El proyecto de Ley fue impulsado por los legisladores porteños Maximiliano Ferraro, Pablo Ferreyra y Carlos Tomada (FPV). Bajo esta causa, Daniel Arzola realizó un dibujo de Jáuregui, sirviendo como campaña, que fue rápidamente compartida y además contó con el apoyo de diversas figuras públicas, incluyendo al premio nobel de la paz, Adolfo Pérez Esquivel. El 20 de marzo de 2017, Daniel Arzola intervino la estación Santa Fe - Carlos Jáuregui (Subte de Buenos Aires) con un mural de catorce metros, la bandera LGBT en las escaleras que conectan la estación y seis ilustraciones en los balcones, siendo así su primera exposición permanente.
La obra de Arzola ha sido reseñada en medios como Globovisión, Venevisión, El Nacional (Venezuela), Página/12 Argentina, El Mercurio de Chile, Al Jazeera. También en revistas de temática LGBT Out Magazine y The Advocate. Arzola fue incluido en la lista de los siete jóvenes venezolanos más talentosos de 2014 de la Revista Tendencia. La obra de Arzola ha sido difundida en diversas universidades de Venezuela, Estados Unidos y Canadá, incluyendo: Amherst College, Universidad de Georgia y Universidad de Alberta.

## Exposiciones

### Efebos
- Red de arte del estado Aragua, Maracay - noviembre de 2011
- Museo de Antropología e Historia de Maracay, Maracay - febrero de 2012

### No Soy Tu Chiste
- Centro Cultural Chacao, Caracas - (Venezuela) septiembre de 2013
- Festival "Por el medio de la calle", Caracas - (Venezuela) octubre de 2013
- Universidad Simón Bolívar, La Guaira - (Venezuela) octubre de 2013
- Teatro Principal, Caracas - (Venezuela) noviembre de 2013
- Teatro Santa Fe, Caracas - (Venezuela) noviembre de 2013
- Universidad Central de Venezuela, Caracas - (Venezuela) noviembre de 2013
- Universidad Simón Bolívar, Caracas - (Venezuela) diciembre de 2013
- Honorable Senado de la nación Argentina, Buenos Aires - (Argentina) mayo de 2014
- Casa Brandon, Buenos Aires - (Argentina) mayo de 2014
- Estaciones de Metro, Pereira - (Colombia) junio de 2014
- Museo de Arte y Memoria (mAm), La Plata - (Argentina) octubre de 2014
- Jungla hábitat cultural, Buenos Aires - (Argentina) noviembre de 2014.
- Centro de Bellas Artes, Maracaibo - (Venezuela) diciembre de 2014.
- Club Cultural Matienzo, Buenos Aires - (Argentina) febrero de 2015.
- Festival los Palomos, Badajoz - (España) abril de 2015.
- Facultad de Derecho de Universidad de Buenos Aires, Buenos Aires - (Argentina) mayo de 2015.
- Estaciones de MetroBus de Avenida 9 de Julio, Buenos Aires - (Argentina) junio de 2015.

### Arte contra Balas
- Passion for Freedom, Londres - (Inglaterra) septiembre de 2014.

## Reconocimientos
- Persona más joven en exponer en las instalaciones del museo. Museo de historia y antropología de Maracay, 2012.[5]
- Mención Honorífica Premio de Derechos Humanos de la embajada de Canadá, 2013.[2]
- Selección Oficial de Art For Freedom de Madonna, 2013-2014.[2]
- 7 jóvenes venezolanos talentosos. Revista Tendencia, 2014.
- Ganador del concurso Súper Jóvenes del Fondo de Población de las Naciones Unidas, 2014.
- Representante de América Latina en Amsterdam Pride Event. Radio Netherlands Worldwide, 2014.
- Ganador del concurso de ensayos cortos de la Embajada de Estados Unidos en Venezuela, 2014.
- Premio al activismo LGBT, Unión Afirmativa de Venezuela, 2015.
- Ganador del Human Rights Award del International Queer and Migrant Film Festival de Ámsterdam, 2016.
- Ganador del Logo Trailblazers Honors de Logo (canal de televisión)[29]